# Casale della Cervelletta
Il Casale della Cervelletta è un casale con torre medievale che domina l'omonima tenuta, situata nella Riserva naturale Valle dell'Aniene a Roma, in via della Cervelletta, ai confini tra le aree urbane di Colli Aniene e Tor Sapienza, nell'area dell'Agro romano denominata Tor Cervara.

## Storia
La tenuta della Cervelletta fu in epoca medievale un fondo di proprietà ecclesiastica. A quell'epoca (XII sec.) risale la torre con merlatura guelfa, alta circa 30 metri.
Nel XVI secolo la Famiglia Sforza rilevò la tenuta, tenendola fino al 1628, quando venne acquistata dal Cardinale Scipione Borghese. Alla famiglia Borghese si deve la trasformazione del casale a residenza di campagna (1630) e lo sviluppo agricolo della tenuta.
Nel 1835 il fondo e il casale passò alla famiglia Salviati, che realizzò la bonifica del territorio, attraverso opere di canalizzazione delle acque tuttora visibili nella tenuta.
A cavallo tra '800 e '900 il casale e la tenuta erano considerati un importante centro di produzione agraria della campagna romana. Ospitò alla fine dell'800 una stazione sanitaria sperimentale per l'utilizzo del chinino nella profilassi e cura della malaria e vide tra i suoi ospiti il medico immunologo Angelo Celli e sua moglie Anna Fraentzel Celli, protagonisti in quegli anni nello studio e profilassi della malattia e promotori della lotta contro l'analfabetismo nella campagna romana.
Dal dopoguerra agli anni settanta la tenuta e il casale subirono un lento declino.
Negli anni ottanta i primi abitanti del vicino e appena realizzato quartiere Colli Aniene iniziarono le lotte per la salvaguardia della tenuta della Cervelletta dalla ulteriore urbanizzazione e commercializzazione delle aree e dei casali storici. Queste iniziative hanno portato alla inclusione della zona umida e dell'intera tenuta della Cervelletta all'interno della Riserva naturale Valle dell'Aniene nel 1997.
Nel 2001 il casale e la tenuta sono stati acquistati dal Comune di Roma e il casale affidato all'Associazione Insieme per l'Aniene ONLUS, in cui erano confluiti comitati cittadini delle aree lungo le due rive dell'Aniene, e che per conto dell'ente regionale Roma Natura gestisce la Riserva naturale Valle dell'Aniene.
Nel novembre del 2014, con determinazione dirigenziale di Roma Capitale, il casale viene affidato in custodia temporanea gratuita all'associazione di promozione sociale "La Cervelletta". Questo affidamento viene revocato nel novembre del 2015.

## Descrizione
Il complesso della Cervelletta oggi si presenta come una struttura composita, frutto di stratificazioni secolari ed insieme delle trasformazioni funzionali che ha subito: da sistema fortificato a centro direzionale di una vasta tenuta agricola ed ancora a dimora signorile.
La struttura è costituita da un corpo centrale voluto dai Borghese, il cui stemma di famiglia campeggiava sino al 1950 sulla finestra centrale del piano superiore; l'accesso al casale avviene attraverso un elegante portale che immette in un portico, il quale a sua volta conduce agli ambienti residenziali e, attraverso un cortile interno, agli spazi di servizio con le stalle ed i fienili. Nel piano nobile è un salone con camino, sul quale è dipinto lo stemma della famiglia Salviati; degna di nota è anche l'ampia loggia coperta, caratterizzata da due grandi aperture ad arco.
La torre medievale (XII sec.), coronata da merlatura guelfa, è di notevole altezza (circa 30 metri) e presenta resti di feritoie e di mensole di sostegno dei ballatoi, ad indicare l'originaria funzione giurisdizionale e di vedetta. Una cappella dedicata all'Assunta sorgeva invece dove oggi si trova la Chiesa di Santa Maria Immacolata alla Cervelletta.
Oggi, dall'altura su cui si erge il complesso,è possibile percepire il suo isolamento e l'assedio progressivo degli edifici e dell'urbanizzazione moderna che minacciano e modificano progressivamente il paesaggio antico, di cui il casale rappresenta uno degli ultimi e precari testimoni.

## Collegamenti
|  | È raggiungibile dalle stazioni di Palmiro Togliatti e Tor Sapienza. |